# Joseph Balesi
 (juillet 2025).
Joseph Balesi est un homme politique français né le 21 septembre 1850 à Quenza (Corse) et décédé le 1er octobre 1911 à Ajaccio (Corse-du-Sud).
Médecin, il s'installe à Porto-Vecchio en 1884, dont il devient maire en 1892. Il est aussi conseiller général du canton de Porto-Vecchio et député de la Corse de 1906 à 1911, inscrit au groupe radical-socialiste.

## Sources
- « Joseph Balesi », dans le Dictionnaire des parlementaires français (1889-1940), sous la direction de Jean Jolly, PUF, 1960 [détail de l’édition]